# 203 Помпеја
203 Помпеја (лат. 203 Pompeja) је астероид главног астероидног појаса са пречником од приближно 116,25 km.
Афел астероида је на удаљености од 2,903 астрономских јединица (АЈ) од Сунца, а перихел на 2,569 АЈ.
Ексцентрицитет орбите износи 0,061, инклинација (нагиб) орбите у односу на раван еклиптике 3,184 степени, а орбитални период износи 1653,201 дана (4,526 године).
Апсолутна магнитуда астероида је 8,76 а геометријски албедо 0,041.
Астероид је откривен 25. септембра 1879. године.